# Bactrocera scutellaris
Bactrocera scutellaris
 es una especie de insecto díptero que Mario Bezzi describió científicamente por primera vez en 1913. Esta especie pertenece al género Bactrocera de la familia Tephritidae. 